# Beni Saf
Beni Saf, en francés Béni Saf y también Béni-Saf-sur-Mer, es una ciudad litoral situada al noroeste de Argelia, en el vilayato de Ain Temuochent.

## Historia
Históricamente, debe su existencia a los yacimientos de mineral de hierro existentes en sus inmediaciones, explotados desde la Antigüedad y hasta nuestros días.
En sus cercanías se levantó la ciudad de Siga, capital de la Numidia occidental y sede del trono de Sifax, rey de los masesilos, tribu bereber que jugó un considerable papel durante la segunda guerra púnica (218 a. C.), aliándose alternativamente con Roma y Cartago.
La ciudad tal y como se conoce hoy fue fundada hacia 1875 para la explotación del mineral de hierro por parte de la colonia francesa, proviniendo sus primeros pobladores europeos de España y Francia, principalmente.

## Economía e industria
La ciudad basa su economía en la minería del hierro y en otras actividades como la pesca y la construcción naval, industrias todas ellas que la han hecho célebre.
Asimismo, desde esta ciudad parte el gasoducto de 210 km de longitud instalado por la empresa Medgaz y que transporta gas natural a través del mar Mediterráneo hasta la ciudad española de Almería.

## Personas destacadas
- Bernard-Henri Lévy (*1948), filósofo y traductor.
- Jean Sénac (1926-1973), poeta.